# Giant Cycling Team/Saison 2017
Dieser Artikel listet Erfolge und Fahrer des Radsportteams Giant Cycling Team in der Saison 2017 auf.

## Zugänge – Abgänge
| Zugänge                 | Team 2016                                         | Abgänge      | Team 2017        |
| ----------------------- | ------------------------------------------------- | ------------ | ---------------- |
| Gu Tianhao              | Jilun Shakeland Cycling Team                      | Bi Wenhui    | Mitchelton-Scott |
| Li Xiangyuan            | Jilun Shakeland Cycling Team                      | Liu Hao      | Mitchelton-Scott |
| Yang Jin                | Giant-Champion System Pro Cycling (2014)          | Qin Chenlu   | Mitchelton-Scott |
| Zhao Kang               | China Hainan Yindongli-Wildto Cycling Team (2015) | Sun Xiaolong | Mitchelton-Scott |
| Chen Zhiwen             | Neoprofi                                          | Xue Chaohua  | Mitchelton-Scott |
| Deng Penghai            | Neoprofi                                          | Xue Fuwen    | Mitchelton-Scott |
| Liu Haiwang             | Neoprofi                                          | Gu Yingchuan | Unbekannt        |
| Shi Hang                | Neoprofi                                          | Hou Yake     | Unbekannt        |
| Xu Zhaoliang (ab 26.7.) | Neoprofi                                          | Shan Shuang  | Unbekannt        |
|                         |                                                   | Shen Pingan  | Unbekannt        |
|                         |                                                   | Xue Cheng    | Unbekannt        |

## Mannschaft
| Name          | Geburtstag        | Nationalität        |
| ------------- | ----------------- | ------------------- |
| Bai Lijun     | 19. November 1988 | Volksrepublik China |
| Chen Zhiwen   | 29. Oktober 1998  | Volksrepublik China |
| Deng Penghai  | 26. April 1998    | Volksrepublik China |
| Gu Tianhao    | 4. September 1996 | Volksrepublik China |
| Li Xiangyuan  | 3. Mai 1995       | Volksrepublik China |
| Liu Haiwang   | 23. November 1995 | Volksrepublik China |
| Shi Hang      | 21. Juni 1998     | Volksrepublik China |
| Wu Nan        | 20. November 1990 | Volksrepublik China |
| Xu Zhaoliang  | 6. Juni 1998      | Volksrepublik China |
| Yang Jin      | 21. Mai 1992      | Volksrepublik China |
| Zhang Wenlong | 15. Juli 1989     | Volksrepublik China |
| Zhao Kang     | 24. August 1992   | Volksrepublik China |